# Chilo agamemnon
Chilo agamemnon là một loài bướm đêm trong họ Crambidae.